# 국민의무찬성회
국민의무찬성회(國民義務贊成會)는 대한제국 말기에 일진회의 한일 병합 청원을 지지하며 결성된 단체이다.
1904년 결성된 이래 지속적인 합방 청원 운동을 벌여온 일진회가 1909년 2천만 한국인을 대표하여 합방을 원한다는 일한합방상주문을 제출하면서, 대한제국의 여론은 합방에 찬성하는 측과 반대하는 측으로 갈렸다. 이때 합방찬성파에서는 반대 의견에 맞서 합방의 당위성과 필요성을 홍보하고 내각과 통감부를 압박하는 방법으로 찬성 의견을 펼쳐나갔다. 1909년 말에 결성된 국민의무찬성회는 일진회에 동조하여 합방찬성에 대한 의견서를 작성하여 통감부에 제출한 여러 단체 가운데 가장 먼저 조직된 단체이다.
이 단체를 주도한 충청남도 서천군의 유생 김재룡은 대한제국 정부에서 중추원 의관을 지낸 정3품의 전직 관료였다. 김재룡은 이후에도 유생건의소, 시국연구소를 잇달아 조직한 적극적인 합방찬성파였다. 국민의무찬성회는 유생건의소나 시국연구소와는 이름만 다를 뿐 비슷한 활동을 펼친 유사단체였고, 일정한 체제나 세력 없이 소수 회원이 활동하다가 1910년에 해체되었다.
김재룡은 의견서에서 대한제국이 일본 제국의 오해를 받아 어려울 때 오직 일진회만이 바른 의견을 펼쳐 일본의 마음을 돌려놓을 수 있었다고 분석하고, 만명이 죽더라도 한명을 살리기 위해 정합방론을 편다고 밝혔다. 일진회가 이미 합방청원으로 방도를 제시했는데도 총리대신 이완용을 필두로 한 내각이 합방 결행을 망설이는 것을 비난하면서 신속한 합방으로 양국의 국민에게 행복을 가져올 것을 촉구하고 있다. 김재룡은 합방만이 "황실이 존영하고 인민이 동등해지는" 길이고, 자신은 스스로 찬성론자가 되어 절규한다고 주장하면서 이같은 건백서를 여러 차례 제출했다.

## 참고자료
- 친일인명사전편찬위원회 (2004년 12월 27일). 《일제협력단체사전 - 국내 중앙편》. 서울: 민족문제연구소. 86~87쪽쪽. ISBN 8995330724.
- 친일반민족행위진상규명위원회 (2006년 12월). 〈김재룡〉 (PDF). 《2006년도 조사보고서 II - 친일반민족행위결정이유서》. 서울. 634~640쪽쪽. 발간등록번호 11-1560010-0000002-10. 2007년 10월 8일에 원본 문서 (PDF)에서 보존된 문서. 2008년 5월 9일에 확인함.